# Marie-Thérèse Weber-Gobet

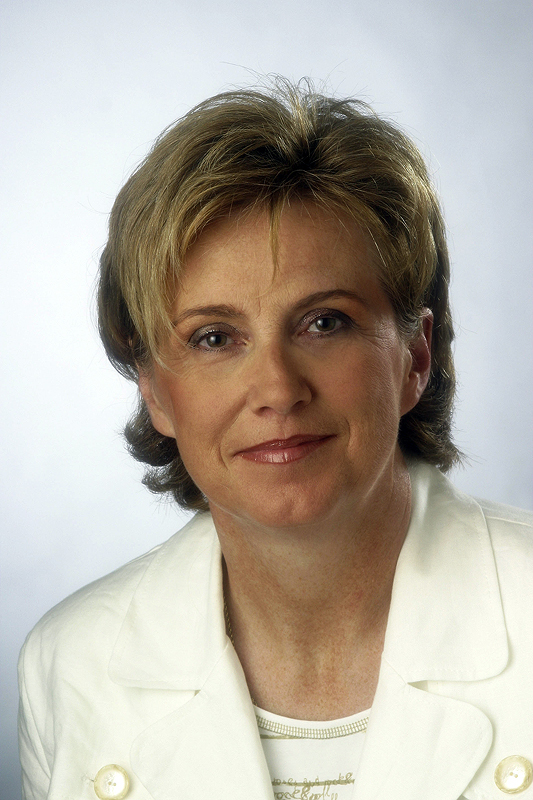
Marie-Thérèse Weber-Gobet (2007)

Marie-Thérèse Weber-Gobet (* 8. Januar 1957 in Freiburg im Üechtland) ist eine Schweizer Politikerin (CSP).

## Biografie
Sie war von 2004 bis 2012 Vizepräsidentin der CSP Freiburg. Von 2004 bis 2008 gehörte sie dem Grossen Rat des Kantons Freiburg an. Ab dem 1. Dezember 2008 war sie Nationalrätin. Im Nationalrat gehörte sie der Geschäftsprüfungskommission (GPK) und der Kommission für soziale Sicherheit und Gesundheit (SGK) an. Wie ihr Vorgänger Hugo Fasel hatte sie sich der Grünen-Fraktion angeschlossen. Bei den Wahlen 2011 wurde Marie-Thérèse Weber-Gobet nicht wiedergewählt.
Marie-Thérèse Weber-Gobet hat an der Universität Freiburg (Schweiz) und an der Rheinischen Friedrich-Wilhelms-Universität in Bonn Pädagogische- und Entwicklungspsychologie studiert und mit dem Lizenziat abgeschlossen. Sie hat Ausbildungen zur Print- und TV-Journalistin absolviert und arbeitete früher als Journalistin, Kursleiterin und Familienfrau. Heute ist sie Bereichsleiterin Sozialpolitik bei Procap Schweiz, dem grössten Mitgliederverband von und für Menschen mit Behinderung in der Schweiz. Im Stiftungsrat von Pro Senectute Schweiz hat sie die Funktion der Vizepräsidentin inne. Weber-Gobet ist verheiratet, hat drei Kinder und wohnt in Schmitten.